# فهرست فرماندهان ارتش ایران
فهرست فرماندهان ارتش ایران فهرستی از افراد نظامی ایرانی است، که از زمان تشکیل ارتش مدرن در ایران در سال ۱۳۰۰ تاکنون، در جایگاه فرماندهی (در دوره‌هایی تحت عنوان رئیس ستاد) حضور داشته‌اند. در این فهرست همچنین نام فرماندهان ادوار مختلف نیروی زمینی ارتش، نیروی هوایی ارتش، نیروی دریایی ارتش و نیروی پدافند هوایی ارتش، ذکر شده است. درجهٔ نظامی عنوان‌شده پیش از نام هر یک از فرماندهان، درجهٔ ابتدای تصدی آن مقام است.

## رئیس ستاد ارتش
در آغاز «ارکان حرب کل قشون» نام داشت. در ۲۵ اردیبهشت ۱۳۱۴ «میهن ستاد» و کمی بعد «ستاد ارتش» نامیده شد.
- سرتیپ امان‌الله جهانبانی از ۱۴ دی ۱۳۰۰[۱] تا ؟
- سرتیپ حبیب‌الله شیبانی از ۱۳۰۵ تا ۱۳۰۶
- سرتیپ محمد نخجوان (کفیل) از ۱۳۰۶ تا ۱۳۱۳
- سرلشکر عزیزالله ضرغامی - از مرداد ۱۳۱۳ تا ۱۳۲۰
- سرلشکر مرتضی یزدان‌پناه - از ۹ مهر ۱۳۲۰ تا ۱۳۲۱

احمد قوام نخست‌وزیر و وزیر جنگ، ستاد ارتش را در مهر ۱۳۲۱ ضمیمه وزارت جنگ کرد.
- ؟[پانویس ۱] - از ۱۳۲۱ تا ۱۳۲۲
- سرتیپ حاج‌علی رزم‌آرا - از ۱ مرداد ۱۳۲۲[۲] تا مهر ۱۳۲۲
- سرتیپ علی ریاضی - از ۱۳۲۲ تا ۱۳۲۳
- سرلشکر حاج‌علی رزم‌آرا - از ۱۵ اردیبهشت ۱۳۲۳ تا ۶ دی ۱۳۲۳
- سرلشکر حسن ارفع - از ۶ دی ۱۳۲۳[۳] تا ۲۷ بهمن ۱۳۲۴
- سرلشکر فرج‌الله آق‌اولی - از ۲۷ بهمن ۱۳۲۴ تا ۱۳۲۵
- سرلشکر حاج‌علی رزم‌آرا از ۱۰ تیر ۱۳۲۵ تا ۵ تیر ۱۳۲۹
- سرلشکر عباس گرزن - از ۵ تیر ۱۳۲۹[۴] تا ۳۱ تیر ۱۳۳۱
- سپهبد مرتضی یزدان‌پناه - از ۲ مرداد ۱۳۳۱ تا ۳۰ مرداد ۱۳۳۱
- سرلشکر محمود بهارمست - از مرداد ۱۳۳۱ تا ۹ اسفند ۱۳۳۱
- سرتیپ محمدتقی ریاحی - از ۹ اسفند ۱۳۳۱ تا ۲۸ مرداد ۱۳۳۲
- سرلشکر نادر باتمانقلیچ - از ۲۹ مرداد ۱۳۳۲ تا ۱ شهریور ۱۳۳۴

در ۱ شهریور ۱۳۳۴ تغییری در سازمان ارتش به وجود آمد و نیروهای هوایی و دریایی دارای ستاد جداگانه شدند و در کنار نیروی زمینی که آن نیز ستاد خود را داشت زیر نظر «ستاد کل» قرار گرفتند. در دی ماه ۱۳۳۵ نام ستاد کل به «ستاد بزرگ‌ارتشتاران» تغییر کرد.
- سپهبد عبدالله هدایت - از ۱ شهریور ۱۳۳۴ تا ۲۴ اسفند ۱۳۳۹
- سپهبد عبدالحسین حجازی - از ۲۴ اسفند ۱۳۳۹ تا ۱۳۴۴
- ارتشبد بهرام آریانا - از ۳۰ آذر ۱۳۴۴ تا اردیبهشت ۱۳۴۸
- سپهبد فریدون جم - از ۱۴ اردیبهشت ۱۳۴۸ تا ۲۸ تیر ۱۳۵۰
- ارتشبد غلامرضا ازهاری - از ۲۸ تیر ۱۳۵۰ تا ۱۳ دی ۱۳۵۷
- ارتشبد عباس قره‌باغی - از دی ۱۳۵۷ تا ۲۲ بهمن ۱۳۵۷

پس از انقلاب نخست به «ستاد کل ارتش ملی[-اسلامی] ایران» و سپس «ستاد مشترک ارتش جمهوری اسلامی ایران» تغییر نام یافت.
- سرلشکر سید محمدولی قرنی - از ۲۳ بهمن ۱۳۵۷ تا ۶ فروردین ۱۳۵۸
- سرلشکر ناصر فربد - از ۶ فروردین ۱۳۵۸[۵] تا ۳۰ تیر ۱۳۵۸
- سرتیپ محمدحسین شاکر  (سپس سرلشکر شد)- ۳۰ تیر ۱۳۵۸[۶] تا ۱ دی ۱۳۵۸
- سرلشکر محمدهادی شادمهر - از ۱ دی ۱۳۵۸ تا خرداد ۱۳۵۹
- سرتیپ ولی‌الله فلاحی (کفیل)[پانویس ۲] (پس از درگذشتش، سرلشکر شد) - از ۲۹ خرداد ۱۳۵۹ تا ۷ مهر ۱۳۶۰
- سرتیپ قاسمعلی ظهیرنژاد[پانویس ۳] - از ۹ مهر ۱۳۶۰ تا ۳ آبان ۱۳۶۳
- سرهنگ اسماعیل سهرابی (سپس سرتیپ شد) - از ۳ آبان ۱۳۶۳ تا ۱۳ اردیبهشت ۱۳۶۷
- سرهنگ علی شهبازی (ابتدا سرتیپ و در مهر ۶۹ سرلشکر شد) - از ۱۳ اردیبهشت ۱۳۶۷ تا شهریور ۱۳۷۷

در شهریور ۱۳۷۷ سمتی با نام فرماندهی کل ارتش به وجود آمد که عالی‌ترین سمت ارتشی است و از اهمیت سمت ریاست ستاد مشترک ارتش کاسته شد ولی این سمت همچنان برقرار ماند.
- سرتیپ مصطفی ترابی‌پور - از ۲۲ مهر ۱۳۷۷ تا ۱ تیر ۱۳۷۹
- سرتیپ شهرام رستمی - از ۱ تیر ۱۳۷۹ تا ۱۷ بهمن ۱۳۷۹
- سرتیپ عبدالعلی پورشاسب - از ۱۷ بهمن ۱۳۷۹ تا ۴ مهر ۱۳۸۴
- سرتیپ سید عبدالرحیم موسوی - از ۴ مهر ۱۳۸۴ تا ۴ شهریور ۱۳۸۷

جایگاه «رئیس ستاد مشترک ارتش» به «معاون هماهنگ‌کننده فرمانده کل ارتش» تغییر یافت.
- سرتیپ محمدحسین دادرس - از ۴ شهریور ۱۳۸۷ تا ۱۴ آبان ۱۳۹۶
- دریادار حبیب‌الله سیاری - از ۱۴ آبان ۱۳۹۶ تاکنون

## فرماندهی کل
- سرلشکر علی شهبازی -  (۸ مهر ۱۳۷۷ _ ۱ خرداد ۱۳۷۹)
- سرلشکر محمد سلیمی -  (۱ خرداد ۱۳۷۹ _ ۲۰ شهریور ۱۳۸۴)
- سرلشکر عطاءالله صالحی - ( ۲۰ شهریور ۱۳۸۴ _ ۳۰ مرداد ۱۳۹۶)
- سرلشکر سید عبدالرحیم موسوی - (۳۰ مرداد ۱۳۹۶ _۲۳ خرداد ۱۴۰۴)
- سرلشکر امیر حاتمی - (۲۳ خرداد ۱۴۰۴ _تاکنون)

## فرمانده نیروی زمینی
رئیس ستاد نیروی زمینی
- سرلشکر محمدرضا شاهنده (کفیل) - از ۱ شهریور ۱۳۳۴[۷] تا ۸ آبان ۱۳۳۴
- سرلشکر بهرام آریانا - از ۸ آبان ۱۳۳۴ تا ۲۲ بهمن ۱۳۳۶

فرمانده نیروی زمینی
- سرلشکر بهرام آریانا - از ۲۲ بهمن ۱۳۳۶[۸] تا ۱۳۳۷
- سپهبد عبدالحسین حجازی - از ۱۳۳۷ تا ۲۴ اسفند ۱۳۳۹
- سپهبد رضا عظیمی - از ۲۴ اسفند ۱۳۳۹ تا ۱۳۴۴
- ارتشبد عزیزالله ضرغامی - از ۱۳۴۴ تا ۱۳۴۸
- سپهبد فتح‌الله مین‌باشیان - از ۲۱ اردیبهشت ۱۳۴۸ تا آبان ۱۳۵۱
- ارتشبد غلامعلی اویسی - از ۱۳۵۱ تا ۱۳۵۷
- سپهبد عبدالعلی بدره‌ای - از ۱۵ دی ۱۳۵۷ تا ۲۲ بهمن ۱۳۵۷
- سرتیپ ولی‌الله فلاحی - از بهمن ۱۳۵۷ تا ۲۹ خرداد ۱۳۵۹
- سرتیپ قاسمعلی ظهیرنژاد - از ۲۹ خرداد ۱۳۵۹ تا ۹ مهر ۱۳۶۰
- سرهنگ علی صیاد شیرازی - از ۹ مهر ۱۳۶۰ تا ۱۱ مرداد ۱۳۶۵
- سرهنگ حسین حسنی سعدی - از ۱۱ مرداد ۱۳۶۵ تا ۱۸ اردیبهشت ۱۳۷۰
- سرتیپ عبدالله نجفی - از ۱۸ اردیبهشت ۱۳۷۰ تا ۳ آبان ۱۳۷۳
- سرتیپ احمد دادبین - از ۳ آبان ۱۳۷۳ تا ۹ مهر ۱۳۷۶
- سرتیپ عبدالعلی پورشاسب - از ۹ مهر ۱۳۷۶ تا ۱۹ بهمن ۱۳۷۹
- سرتیپ ناصر محمدی‌فر - از ۱۹ بهمن ۱۳۷۹ تا ۴ مهر ۱۳۸۴
- سرتیپ محمدحسین دادرس - از ۴ مهر ۱۳۸۴ تا ۴ شهریور ۱۳۸۷
- سرتیپ احمدرضا پوردستان - از ۴ شهریور ۱۳۸۷ تا ۲۹ آبان ۱۳۹۵
- سرتیپ کیومرث حیدری - از ۲۹ آبان ۱۳۹۵ تاکنون

## فرمانده نیروی هوایی
متصدی دفتر هواپیمایی در رکن سوم ارکان حرب کل قشون
- رضا میزانی - از ۱۳۰۲ تا ۱۳۰۳

فرماندهان «هواپیمایی نظامی ایران»، «ادارهٔ هواپیمایی کل قشون دولت ایران» و «قوای هوایی ایران»
- سرهنگ احمد نخجوان (سرتیپ از ۱ فروردین ۱۳۰۷) - از ۱۱ خرداد ۱۳۰۳ تا ۲۶ مرداد ۱۳۰۹
- یاور احمد خسروانی - ۲۶ مرداد ۱۳۰۹ تا ۹ دی ۱۳۰۹
- سرتیپ احمد نخجوان - از ۹ دی ۱۳۰۹ تا ۷ تیر ۱۳۱۰
- یاور احمد خسروانی - از ۷ تیر ۱۳۱۰ تا ۵ مرداد ۱۳۱۰
- سرتیپ محمدصادق کوپال - از ۵ مرداد ۱۳۱۰ تا ۲۶ آذر ۱۳۱۱

فرمانده قوای هوایی
- سرتیپ احمد نخجوان - از ۲۶ آذر ۱۳۱۱ تا ۳۰ آذر ۱۳۱۵

فرمانده نیروی هوایی
- سرهنگ احمد خسروانی (سپس سرتیپ شد) - ۳۰ آذر ۱۳۱۵ تا ۹ شهریور ۱۳۲۰

کفیل فرماندهی نیروی هوایی شاهنشاهی
- سرلشکر کریم بوذرجمهری[پانویس ۴] - از ۹ شهریور ۱۳۲۰ تا ۱ آذر ۱۳۲۰

نیرو در شهریور ۱۳۲۰ از هم پاشید و در ۱۲ مهر ۱۳۲۰ به «وزارت جنگ»، به نام «ادارهٔ پنجم» سپرده شد. همچنین بارها نامِ نیرو، گاه ستاد فرماندهی نیروی هوایی بود و گاه نیروی هوایی.
- سرلشکر عبدالمجید فیروز - از ۲۲ دی ۱۳۲۰ تا ۵ شهریور ۱۳۲۱
- سرتیپ محمد نخجوان - از ۵ شهریور ۱۳۲۱ تا ۲۱ آذر ۱۳۲۱
- سرهنگ شرف‌الدین قهرمانی - از ۲۱ آذر ۱۳۲۱ تا ۲۸ دی ۱۳۲۱[پانویس ۵]
- سرهنگ میرمحمد مهنا و سرهنگ عبدالمجید فیروز - همزمان از ۲۸ دی ۱۳۲۱ تا ۲۴ اردیبهشت ۱۳۲۲
- سرلشکر احمد نخجوان - ۲۴ اردیبهشت ۱۳۲۲ تا ۱۳ تیر ۱۳۲۲
- سرهنگ میرمحمد مهنا - از ۱۳ تیر ۱۳۲۲ تا ۲۳ شهریور ۱۳۲۲
- سرتیپ محمدحسین فیروز - از ۲۳ شهریور ۱۳۲۲ تا ۶ تیر ۱۳۲۳
- سرلشکر احمد نخجوان - تیر ۱۳۲۳[۹] تا ؟

؟
- سرتیپ محمدحسین عمیدی - از ۲۵ فروردین ۱۳۲۵ تا ۱۶ شهریور ۱۳۲۶
- سرهنگ هدایت‌الله گیلانشاه - از ۱۶ شهریور ۱۳۲۶ تا ۱۰ فروردین ۱۳۲۷
- سرتیپ میرمحمد مهنا - از ۱۰ فروردین ۱۳۲۷ تا ۳۰ دی ۱۳۲۷
- سرهنگ مهدی سپه‌پور - از ۳۰ دی ۱۳۲۷ تا ۱۷ مرداد ۱۳۲۹

رئیس ستاد نیروی هوایی
- سرهنگ مهدی سپه‌پور - از ۱۷ مرداد ۱۳۲۹ تا ۳ آبان ۱۳۲۹
- سرتیپ نوری علائی - از ۳ آبان ۱۳۲۹ تا ۸ مرداد ۱۳۳۰
- سرتیپ مهدی سپه‌پور - از ۸ مرداد ۱۳۳۰ تا ۱۶ بهمن ۱۳۳۰
- سرتیپ هدایت‌الله گیلانشاه - از ۱۶ بهمن ۱۳۳۰ تا ۱۲ اسفند ۱۳۳۱
- سرتیپ محمد معینی - از ۱۲ اسفند ۱۳۳۱ تا ۲۹ اسفند ۱۳۳۲
- سرلشکر هدایت‌الله گیلانشاه - از ۲۹ اسفند ۱۳۳۲ تا ۲۲ بهمن ۱۳۳۶

فرمانده نیروی هوایی
- سپهبد هدایت‌الله گیلانشاه - از ۲۲ بهمن ۱۳۳۶ تا ۱۵ مهر ۱۳۳۷
- سرتیپ محمد خاتمی (تا درجهٔ ارتشبدی ترفیع یافت) - از ۱۵ مهر ۱۳۳۷ تا ۲۱ شهریور ۱۳۵۴
- سپهبد فضائل تدین (سپس ارتشبد شد) - از ۲۱ شهریور ۱۳۵۴ تا ۱۹ بهمن ۱۳۵۵
- سپهبد امیرحسین ربیعی - از ۱۹ بهمن ۱۳۵۵ تا ۲۲ بهمن ۱۳۵۷

کفیل فرماندهی نیروی هوایی ملی ایران
- سرتیپ کیومرث ثقفی - از ۲۲ بهمن ۱۳۵۷ تا ۲۳ بهمن ۱۳۵۷

کفیل ریاست ستاد نیروی هوایی ملی ایران
- سپهبد سید سعید مهدیون - از ۲۳ بهمن ۱۳۵۷ تا ۲۷ بهمن ۱۳۵۷

رئیس ستاد نیروی هوایی ملی ایران
- سپهبد شاپور آذربرزین - از ۲۷ بهمن ۱۳۵۷ تا ۶ اسفند ۱۳۵۷

فرمانده نیروی هوایی
- سرتیپ اصغر ایمانیان - از ۶ اسفند ۱۳۵۷ تا ۱۹ مرداد ۱۳۵۸

سرپرست ریاست ستاد نیروی هوایی
- سرتیپ ابوالفضل مصطفوی - از ۱۹ مرداد ۱۳۵۸[۱۰] تا ؟

فرمانده نیروی هوایی
- مظلومی (سرپرست) - مرداد ۱۳۵۸ تا ۲۹ مرداد ۱۳۵۸
- سرلشکر امیربهمن باقری - از ۲۹ مرداد ۱۳۵۸[۱۱] تا تیر ۱۳۵۹
- سرهنگ جواد فکوری (پس از کشته‌شدن، نخست سرتیپ و سپس سرلشکر شد) - از تیر ۱۳۵۹ تا ۷ مهر ۱۳۶۰
- سرهنگ محمدحسین معین‌پور - از ۷ مهر ۱۳۶۰ تا ۴ آذر ۱۳۶۲
- سرهنگ هوشنگ صدیق - از ۴ آذر ۱۳۶۲ تا ۱۰ بهمن ۱۳۶۵
- سرهنگ منصور ستاری (تا سرتیپ ترفیع یافت و پس از کشته‌شدن، سرلشکر شد) - از ۱۰ بهمن ۱۳۶۵ تا ۱۵ دی ۱۳۷۳
- سرتیپ حبیب بقایی - از ۶ بهمن ۱۳۷۳ تا ۶ خرداد ۱۳۸۰
- سرتیپ سید رضا پردیس - از ۶ خرداد ۱۳۸۰ تا ۱۴ مهر ۱۳۸۳
- سرتیپ کریم قوامی - از ۱۴ مهر ۱۳۸۳ تا ۶ آبان ۱۳۸۵
- سرتیپ احمد میقانی - از ۶ آبان ۱۳۸۵ تا ۱۰ شهریور ۱۳۸۷
- سرتیپ حسن شاه‌صفی - از ۱۰ شهریور ۱۳۸۷ تا ۲۸ مرداد ۱۳۹۷
- سرتیپ عزیز نصیرزاده - از ۲۸ مرداد ۱۳۹۷ تا ۲۸ شهریور ۱۴۰۰
- سرتیپ حمید واحدی  - از ۲۸ شهریور ۱۴۰۰ تاکنون

## فرمانده نیروی دریایی
- ناخدا یکم غلامعلی بایندر †  (تا درجهٔ دریاداری ترفیع یافت) از ۱۳۱۱ تا ۳ شهریور ۱۳۲۰

نیروی دریایی در اوایل مهر ۱۳۲۰ منحل شد و در آذر ۱۳۲۵ دوباره تشکیل شد.
- ناخدا یکم[۱۲] عبدالله ظلی  (تا درجهٔ دریاداری ترفیع یافت) - از ۱۳۲۵ تا ۱۳۳۱
- دریادار غلامحسین بایندر - از ۱۳۳۱ تا ۱۳۳۳
- دریادار حبیب‌الله شاهین (تا درجهٔ دریابانی ترفیع یافت) - از ۱۳۳۳ تا ۱۳۳۹
- دریابان فرج‌الله رسائی (تا درجهٔ دریابدی ترفیع یافت) - از ۱۳۳۹ تا ۱۳ مهر ۱۳۵۱
- دریادار عباس رمزی عطایی (تا درجهٔ دریابانی ترفیع یافت) - از ۱۳ مهر ۱۳۵۱[۱۳] تا ۱۷ دی ۱۳۵۴
- دریابان کمال حبیب‌اللهی (تا درجهٔ دریاسالاری ترفیع یافت) - از ۱۷ دی ۱۳۵۴ تا ۲۲ بهمن ۱۳۵۷
- دریادار سید احمد مدنی - از ۲۷ بهمن ۱۳۵۷ تا ۱۵ دی ۱۳۵۸
- دریادار سید محمود علوی - از ۱۵ دی ۱۳۵۸[۱۴] تا ۵ اسفند ۱۳۵۸[۱۵]
- دریادار طباطبایی - از ۷ اسفند ۱۳۵۸[۱۶] تا ۱۳۵۹
- ناخدا یکم بهرام افضلی - از خرداد ۱۳۵۹ تا اردیبهشت ۱۳۶۲
- ناخدا یکم اسفندیار حسینی - از ۱۰ اردیبهشت ۱۳۶۲ تا ۶ تیر ۱۳۶۴
- ناخدا یکم محمدحسین ملک‌زادگان - از ۶ تیر ۱۳۶۴ تا ۸ آبان ۱۳۶۸
- دریادار علی شمخانی - از ۸ آبان ۱۳۶۸ تا ۵ شهریور ۱۳۷۶
- دریادار عباس محتاج - از ۵ شهریور ۱۳۷۶ تا ۴ مهر ۱۳۸۴
- دریادار سجاد کوچکی - از ۴ مهر ۱۳۸۴ تا ۲۹ مرداد ۱۳۸۶
- دریادار حبیب‌الله سیاری - از ۲۹ مرداد ۱۳۸۶ تا ۱۴ آبان ۱۳۹۶
- دریادار حسین خانزادی - از ۱۴ آبان ۱۳۹۶ تا ۲۶ مرداد ۱۴۰۰
- دریادار شهرام ایرانی - از ۲۶ مرداد ۱۴۰۰ تاکنون

## فرمانده نیروی پدافند هوایی
فرمانده پدافند هوایی نیروی هوایی ارتش
- سرهنگ علی نخجوان
- سرلشکر نصرت‌الله خلیل ناجی
- سرلشکر محمدهادی اسفندیاری (سپس سپهبد شد) - از ۱۳۴۸ تا ۱۳۵۳
- سرلشکر امیر کامیابی‌پور - از ۱۳۵۳ تا ۱۳۵۵
- سرلشکر سید سعید مهدیون (سپس سپهبد شد) - از ۱۳۵۵ تا ۲۲ بهمن ۱۳۵۷
- سرهنگ ابوالفتح یافت‌آبادی - از ۱۳۵۷ تا ۱۳۵۸
- سرهنگ ارسلان پورارسلان - از ۱۳۵۸ تا ؟
- سرهنگ ناصر اسکندر افشار - از ۱۳۶۲ تا ۱۳۶۶
- سرهنگ محمود خضرایی (پس از کشته شدن، سرتیپ و سپس سرلشکر شد) - ؟
- سرتیپ سید محمود یمینی - از ۱۳۶۴ تا ۱۳۷۴
- سرتیپ براتعلی غلامی - از ۱ آذر ۱۳۷۴ تا خرداد ۱۳۸۰
- سرتیپ احمد صادق‌نژاد - از خرداد ۱۳۸۰ تا ۱۲ بهمن ۱۳۸۲
- سرتیپ دوم احمد شاهرخی - از ۱۲ بهمن ۱۳۸۲ تا ۱۶ تیر ۱۳۸۴
- سرتیپ دوم قادر رحیم‌زاده - از ۱۶ تیر ۱۳۸۴ تا ۱۱ آذر ۱۳۸۵
- سرتیپ دوم جعفر خادمی - از ۱۱ آذر ۱۳۸۵ تا ۱۱ شهریور ۱۳۸۷
- سرتیپ دوم محمداسماعیل رستمی - از ۲۷ تیر ۱۳۸۷ تا ۴ شهریور ۱۳۸۷

فرمانده قرارگاه پدافند هوایی خاتم‌الانبیاء
- سرتیپ احمد میقانی - از ۱۱ شهریور ۱۳۸۷ تا ۲۶ دی ۱۳۸۹
- سرتیپ فرزاد اسماعیلی - از ۲۶ دی ۱۳۸۹ تا ۸ خرداد ۱۳۹۷
- سرتیپ علیرضا صباحی‌فرد - از ۸ خرداد ۱۳۹۷[۱۷] تا ۷ خرداد ۱۳۹۸

فرمانده نیروی پدافند هوایی ارتش
- سرتیپ علیرضا صباحی‌فرد - از ۷ خرداد ۱۳۹۸ تاکنون